# Chorizagrotis inexpectata
Chorizagrotis inexpectata là một loài bướm đêm trong họ Noctuidae.